# Monumento da Liberdade de Riga
O Monumento da Liberdade (em letão Brīvības piemineklis), localizado em Riga (Letônia), é um memorial em honra dos soldados mortos em ação durante a Guerra da Independência da Letônia. O povo letão, como o próprio nome do monumento esclarece, o considera um importante símbolo da liberdade, da independência e da soberania do país. Inaugurado em 1935, o monumento em granito de 42 metros de altura, composto ainda por travertino e cobre, frequentemente serve como ponto central de encontros públicos e cerimônias oficiais.
As esculturas e baixos-relevos do monumento, organizados em treze grupos, retratam a cultura e a história da Letônia. O núcleo do monumento é composto por formas tetragonais superpostas umas às outras, diminuindo seu tamanho na parte superior, completados pela coluna de travertino de 19 metros de altura que sustenta a figura da Liberdade levantando três estrelas douradas. A ideia do monumento surgiu no início dos anos 1920, quando o primeiro-ministro da Letônia, Zigfrīds Anna Meierovics, solicitou que regras fossem elaboradas para um concurso de projetos para uma "coluna memorial". Depois de vários concursos, o monumento foi finalmente construído no início da década de 1930, de acordo com o projeto "Brilhe como uma estrela!", de autoria do escultor letão Kārlis Zāle. As obras da construção foram financiadas por donativos privados.
Durante a Segunda Guerra Mundial, a Letônia foi anexada pela União das Repúblicas Socialistas Soviéticas e foi considerada a demolição do Monumento da Liberdade, mas tal ato não foi realizado. A escultora soviética Vera Mukhina foi creditada algumas vezes pela recuperação do monumento, possivelmente por tê-lo considerado de alto valor artístico. Propagandas políticas foram utilizadas para alterar o significado simbólico do monumento, de acordo com ideologia soviética. No entanto, manteve-se um símbolo da independência nacional para o público em geral e, em 14 de junho de 1987, cerca de cinco mil pessoas reuniram-se ali para honrar a memória das vítimas do regime soviético e colocar flores. Este comício deu início ao movimento da independência nacional, e três anos depois a independência da Letônia foi restabelecida.

## Composição
As esculturas e o baixo-relevo do Monumento da Liberdade - organizados em treze grupos, retratam a cultura e a história da Letônia. O núcleo do monumento é composto por formas tetragonais no topo de cada "torre", diminuindo de tamanho em direção ao cume. Uma escadaria de granito vermelho com dez degraus, com uma média de 2,8 metros de largura e 1,8 metro de altura, circunda o monumento entre os dois relevos de travertino (de 1,7 m de altura por 4,5 m de largura). "Os atiradores da Letônia" e "Povo da Letônia: Cantores" decoram os 3 metros de espessura dos lados. Duas etapas adicionais formam uma plataforma. À frente do monumento esta plataforma forma-se um retângulo, que é utilizado em cerimoniais.[carece de fontes?]

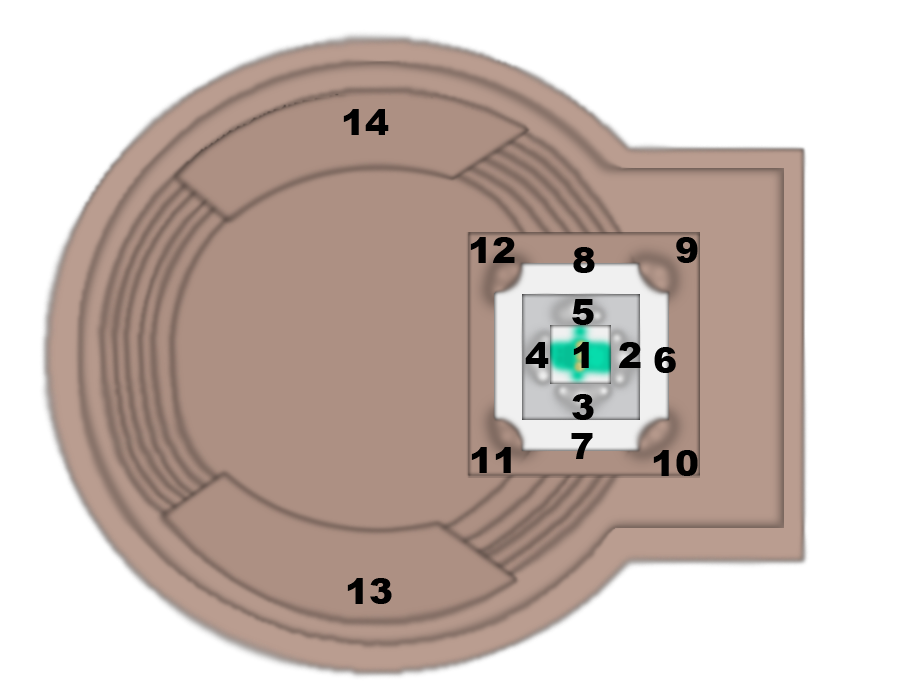
Diagrama do Monumento da Liberdade de Riga (visto de cima): 1 - Liberdade, 2 - Letônia, 3 - Lāčplēsis, 4 - Chain breakers, 5 - Vaidelotis, 6 - For Fatherland and Freedom, 7 - 1905, 8 - The Battle against the Bermontians on the Iron Bridge, 9 - Guards of the Fatherland, 10 - Work, 11 - Scholars, 12 - Familia, 13 - Latvian riflemen, 14 - Povo da Letônia: Cantores

A base do monumento, também feito de granito vermelho e constituída por dois blocos retangulares: o mais baixo é monolítico com 3,5 metros de altura, 9,2 metros de largura e 11 metros de comprimento; enquanto a menor parte do bloco superior tem 3,5 metros de altura, 8,5 metros de largura e 10 metros de comprimento, possuindo nichos em seus cantos - cada um contendo um grupo de esculturas de três figuras. Seus lados possuem também painéis com travertino.[carece de fontes?]
Na parte da frente do monumento, entre os grupos "de trabalho" (representando um pescador, um artesão e um agricultor, que ficam ao meio - simbolizando a força e o trabalho) e "Guardas da Pátria" (representando um antigo guerreiro letão entre dois soldados modernos). Uma homenagem ao escritor Kārlis Skalbe está inscrita em um dos painéis Travertinos: Para Pátria e Liberdade (Tēvzemei desmarque Brīvībai no idioma original). Ao lado dos painéis de travertino há dois relevos: "1905" em referência à Revolução Russa de 1905, e "A batalha contra o exército russo do oeste", referindo-se à batalha decisiva em Riga durante a Guerra da Independência. Na parte de trás do monumento há outras duas inscrições: "Família" (Ģimene, no idioma original), e "Alunos" (Gara darbinieki no idioma original). No granito vermelho básico, há ainda um outro bloco retangular de 6 metros de altura e largura, e 7,5 metros de comprimento, cercada por quatro granitos de 5,5 a 6 metros de altura.[carece de fontes?]
O mais alto bloco serve também como a fundação para os 19 metros de altura da coluna de travertino, que tem 2,5 m por 3 m em sua base, com uma linha de vidro percorrendo o meio da coluna. A coluna é coberta por uma escultura em cobre da "Liberdade", que tem 9 m de altura com a forma de uma mulher levantamento três ferramentas douradas, simbolizando a Constituição da Letônia e os distritos: Vidzeme, Latgale e Courland. Todo o monumento foi construído em torno de uma moldura de concreto armado e foi inicialmente fixada juntamente com os cabos de bronzes e a argamassa. No entanto, alguns dos materiais originais foram substituídos por poliuretano durante a restauração.[carece de fontes?]

## Localização
O monumento está localizado no centro de Riga, em Brīvības bulvāris ("Boulevard da Liberdade"), próximo da antiga cidade de Riga. Em 1990 uma parte da rua ao redor do monumento, com cerca de 200 metros de comprimento, entre Rainis e Aspazija, foi redesenhada para formar uma praça. Parte dela inclui uma ponte sobre o canal da cidade (parte do antigo sistema de fortificação), que foi demolido no século XIX para a construção da moderna avenida do distrito. O canal tem 3,2 quilômetros de extensão e é cercado por parques.
Os escombros, resultantes da demolição das fortificações, foram reunidos no parque e agora fazem compõem montes artificiais, os quais incluem até uma cascata de água, ao norte do monumento. O Distrito Boulevard, ao leste do parque, é a localização de várias embaixadas diplomáticas. As mais próximas do monumento são às da Alemanha e da França.
No parque junto ao monumento, ao sul, fica a Teatro Lírico Nacional, com um jardim de flores e uma fonte em frente. No lado oposto ao teatro, na parte oeste da praça, perto da parte antiga da cidade, fica um pequeno café e o relógio de Laima. O relógio foi criado em 1924, e, em 1936, foi decorado com um anúncio da marca da confeitaria letã "Laima", de onde obteve seu nome; é um local popular de encontros.
Originalmente foi planejado que uma praça elíptica seria construída em torno da base do monumento, delimitada por uma parede de granito de 1,6 metro de altura, com bancadas colocadas em seu interior, ao passo que uma cerca viva de thuja seria plantada em torno da parte externa. Entretanto, este projeto não foi realizado na década de 1930. A ideia foi reconsiderada na década de 1980, sendo porém novamente deixada de lado.

## Construção
A ideia de construir um memorial para homenagear os soldados mortos em ação, durante a Guerra de Independência da Letônia, surgiu no início dos anos 1920. Em 27 de julho de 1922, o primeiro ministro da Letónia, Zigfrīds Anna Meierovics, ordenou que fossem criadas regras para um concurso de desenhos para um memorial em forma de coluna sobre o tema. O vencedor deste concurso propôs uma coluna de 27 metros de altura com o relevo contendo os símbolos oficiais da Letônia e o baixo-relevo obra de Krišjānis Barons e Atis Kronvalds. Acabou sendo rejeitado após um protesto de 57 artistas. 
Em outubro de 1923, um novo concurso foi anunciado, usando pela primeira vez o termo "Monumento da Liberdade". O concurso terminou com dois vencedores, e um novo foi anunciado em março de 1925, mas, devido a divergências do júri, não houve resultado.[carece de fontes?]
Finalmente, em outubro de 1929, o último concurso foi anunciado. O vencedor foi o projeto "Brilhe como uma estrela!" ("Mirdzi kā zvaigzne!" no idioma original) desenvolvido pelo escultor Kārlis Zāle, que também tinha obtido sucesso no concurso anterior. Após pequenas correções feitas pelo autor, sob a supervisão do arquiteto Ernests Štālbergs, a construção iniciou-se em 18 de novembro de 1931. Financiado por donativos, o monumento foi erguido na entrada da Velha Cidade, no mesmo local onde havia o monumento anterior de Riga: uma estátua equestre de bronze do imperador russo Pedro I. 
A inauguração do monumento foi programada para 1935, prevendo-se quatro anos de construção, e, aproximadamente, 308 000 horas de trabalho. O peso total dos materiais utilizados foi estimado em cerca de 2 500 toneladas.[carece de fontes?]

## Restauração
O monumento é constantemente ameaçado pelo clima, sofrendo inúmeros danos causados pela chuva e também pela poluição do ar. Embora em 1990 a área ao redor do monumento tenha se tornado exclusiva para o tráfego de pedestres, existem ainda três ruas próximas com tráfego de veículos. Elevadas concentrações de dióxido de nitrogênio e dióxido de enxofre foram registradas junto ao monumento, que, em combinação com a água, pode causar corrosão. Além disso, a água tem causado rachaduras no concreto da estrutura, além de outras avarias (que também sofrem devido às constantes vibrações causadas pelo tráfego de veículos).[carece de fontes?]
O travertino poroso vem gradualmente se desintegrando ao longo do tempo e seus poros tem sido preenchidos com fuligem e partículas de areia, escurecendo-a e proporcionando um habitat para pequenos organismos, como musgos e líquens  Os componentes metálicos tem causado eflorescência na pedra. Manutenções irregulares e o desempenho do trabalho inexperiente de restauração também contribuíram para o desgaste do monumento. Para evitar sua posterior deterioração, algumas das fixações foram substituídas por enchimentos de poliuretano e uma substância impermeável foi aplicada no monumento durante restauração de 2001. Também foi determinado que a manutenção deve ser realizada a cada 2 anos.
O monumento foi restaurado por duas vezes durante a era soviética (1962 e 1980-1981). De acordo com a tradição, as restaurações e a manutenção, após a renovação da independência da Letônia, são financiadas parcialmente por donativos privados. O monumento passou pela maior restauração entre 1998 e 2001. Durante esta restauração a estátua da Liberdade e as suas estrelas foram limpas e restauradas, ficando novamente douradas. O monumento foi formalmente reinaugurado em 24 de julho de 2001. A escadaria, a coluna, a base e a parte interna do monumento foram restauradas, e os materiais de pedra foram limpos e novamente vedados. Os suportes do monumento foram fixados para evitar a subsidência. Embora os restauradores tenham dito na época que o monumento resistiria a uma centena de anos sem outra grande restauração, foi descoberto poucos anos depois que o dourado das estrelas fora danificado devido à técnica de restauração utilizada. As estrelas foram restauradas novamente durante a manutenção e recuperação de 2006. No entanto, esta restauração foi precipitada e não há qualquer garantia de sua qualidade.

## Significado político
Após o fim da Segunda Guerra Mundial havia planos para demolir o monumento, embora poucas provas escritas tenham restado para os historiadores, obrigando-os a conduzir investigações baseadas essencialmente nos testemunhos verbais. Embora, segundo estes testemunhos, a questão tenha sido proposta pela primeira vez no início de outubro de 1944, no dia 29 de setembro de 1949 o Conselho dos Comissários do Povo da RSS da Letônia propôs a reintrodução da estátua do imperador russo Pedro I.[carece de fontes?]

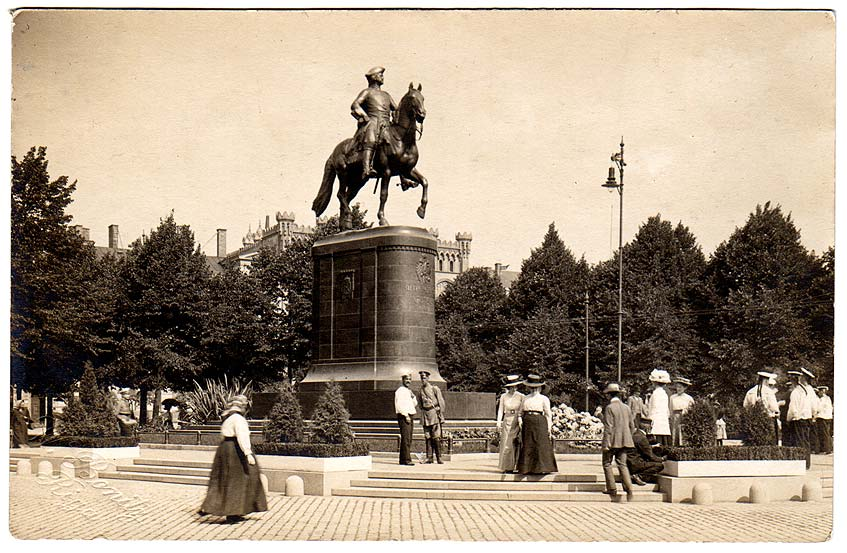
O Monumento da Liberdade substituiu a estátua do Imperador russo Pedro I

O Monumento da Liberdade permaneceu, mas o seu simbolismo foi reinterpretado. Assim, foi dito que as três estrelas significavam as recém-criadas Repúblicas soviéticas Bálticas: RSS da Estônia, RSS da Letônia e RSS da Lituânia, defendidas pela "Mãe Rússia". Também foi dito que o monumento fora erigido após a Segunda Guerra Mundial como um sinal de gratidão para com o líder soviético Joseph Stalin pela libertação dos Estados Bálticos.
No verão de 1963, quando a questão da demolição foi cogitada novamente, ficou decidido que a destruição de uma estrutura de tal valor artístico e histórico e construída com as doações do povo da Letônia só causaria indignação e tensão desnecessária na sociedade. Com o passar do tempo, o senso de simbolismo foi enfraquecendo e, no final dos anos 1980, foi dito que o monumento havia sido construído para "celebrar a libertação da escravidão da autocracia do czar e dos barões alemães".[carece de fontes?]
Apesar dos esforços do governo soviético, em 14 de julho de 1987 cerca de 5 000 pessoas protestaram contra as deportações na União soviética. Este evento, organizado pelo grupo de direitos humanos Helsinki - 86, foi o primeiro desde a ocupação soviética, pois a prática havia sido proibida pelas autoridades. Em resposta, o governo soviético organizou uma corrida de bicicletas nos arredores do monumento, exatamente  no momento em que a cerimônia estava prevista para ocorrer. O grupo Helsinki - 86 organizou então outro, em 23 de Agosto do mesmo ano para comemorar o aniversário do Pacto Molotov, só que desta vez a multidão foi dispersada à força com o uso de jatos de água. No entanto, o movimento para a independência cresceu muito, obtendo, em alguns eventos, mais de meio milhão de participantes (cerca de um quarto da população da Letônia). Três anos mais tarde, em 4 de maio de 1990, o restabelecimento da independência da Letônia foi declarado.[carece de fontes?]
Desde o restabelecimento da independência, o monumento tornou-se um ponto de referência para uma variedade de eventos. Um deles, a comemoração do dia de veteranos da legião letoniana da Waffen SS, que lutou contra a União Soviética durante a Segunda Guerra Mundial, tem causado controvérsias. A data, 16 de março, foi celebrada pela primeira vez em 1990, pelos letões no exílio, antes de serem trazidos à Letônia, por um curto espaço de tempo (1998-2000).
Em 1998 o evento atraiu a atenção dos meios de comunicação estrangeiros e, no ano seguinte, a Rússia condenou-o como uma glorificação do nazismo.
O governo letão tomou uma série de medidas no sentido de tentar controlar a situação e, em 2006 não foram apenas rejeitados os eventos planejados pelas organizações de direita, mas também o monumento foi vedado, de acordo com um anúncio feito pelo câmara de Riga, para restauração. O monumento foi realmente restaurado em 2006, mas esta afirmação foi questionada mais tarde, já que os políticos deram várias outras razões para a mudança da data, a área delimitada foi muito maior do que a necessária para a restauração e o tempo parecia inadequado para o trabalho. Consequentemente o governo foi criticado pela imprensa nacional por ser incapaz de garantir a segurança pública e a liberdade de expressão. Os eventos não aprovados ocorreram, apesar da proibição. No dia 23 de novembro de 2006 foi declarada inconstitucional a lei que exigia a aprovação das autoridades para a realização encontros públicos. O governo mobilizou a força policial para vigiar a região do monumento e o referido dia passou de forma relativamente pacífica.

## Guarda de Honra

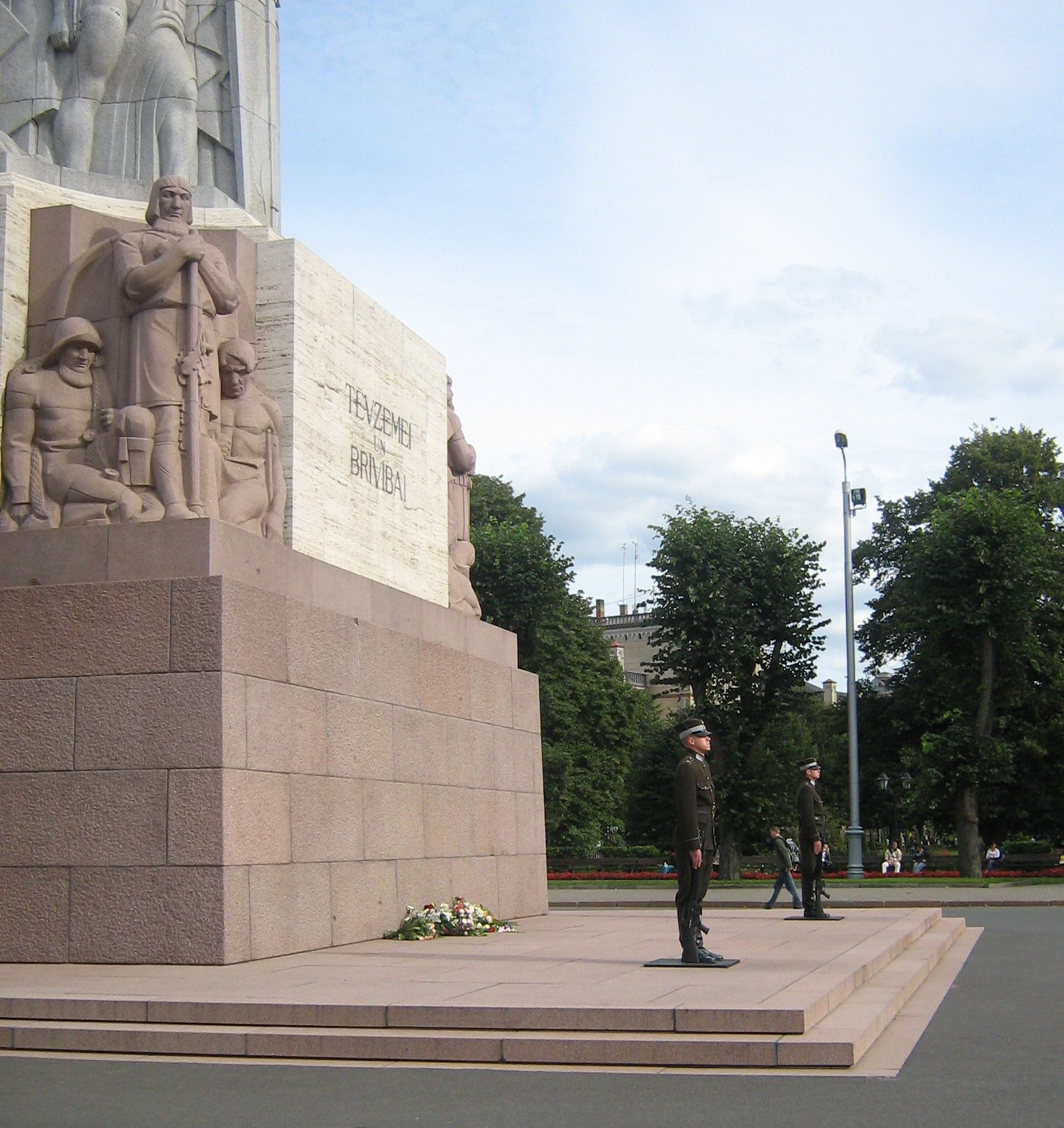
Integrantes da Guarda de Honra à frente do monumento.

A Guarda de Honra esteve sempre presente desde a inauguração do monumento até 1940, quando foi retirada logo após a ocupação da Letônia. Foi recriada em 11 de novembro de 1992. Os integrantes são soldados da Companhia da Guarda de Honra com sede no Batalhão Militar da Letônia (Nacionālo Bruņoto spēku Štāba bataljona Goda sardzes rotativo, no idioma original).[carece de fontes?]
Curiosamente, os integrantes da guarda não são obrigados a estar em serviço em más condições atmosféricas e se as temperaturas forem inferiores a -10 °C ou acima de 25 °C. Os guardas trabalham em dois turnos semanais, com três ou quatro duplas revezando entre si. Além deles há também dois vigilantes em cada turno, que têm como função cuidar da segurança da Guarda de Honra.[carece de fontes?]
Usualmente a guarda muda a cada hora (entre 9h e 18h). Depois de uma hora de trabalho, os guardas têm duas horas livres para descansar nas salas do Ministério da Defesa. Desde setembro de 2004, os guardas também patrulham, a cada 30 minutos, a área da base do monumento, indo duas vezes de um lado ao outro, e, em seguida, regressando aos seus lugares. Os integrantes da guarda são obrigados a ter 1,82 metros de altura e ter boa saúde, uma vez que são obrigados a permanecer imóveis por trinta minutos.